# Camí del Grau (Carreu)

El Camí del Grau, respecte del terme d'Abella de la Conca

El Camí del Grau és un camí de muntanya del límit dels termes municipals d'Abella de la Conca, al Pallars Jussà, i de Coll de Nargó, a l'Alt Urgell, aquest darrer a l'antic terme de Montanissell.
Arrenca del Camí de Carreu a prop al sud-oest del Coll de Llívia, des d'on ascendia cap a la carena de la Serra de Carreu per dins del terme d'Abella de la Conca, a l'Obaga de Carreu, però a ran del límit del terme municipal i fent algunes entrades en el terme de Coll de Nargó. Té el seu final de recorregut en el Grau de Queralt, dins del terme de Coll de Nargó.

## Etimologia
Es tracta d'un topònim romànic modern, de caràcter descriptiu: és el camí que des de la vall de Carreu mena al Grau de Queralt.